# ناحیه برنچ، میشیگان
ناحیه برنچ (به انگلیسی: Branch Township) یک منطقهٔ مسکونی در ایالات متحده آمریکا است که در شهرستان ماسون، میشیگان واقع شده‌است.
 ناحیه برنچ  ۱٬۳۲۸ نفر جمعیت دارد و ۲۲۱ متر بالاتر از سطح دریا واقع شده‌است.